# Albert Schmidt Waldenhall

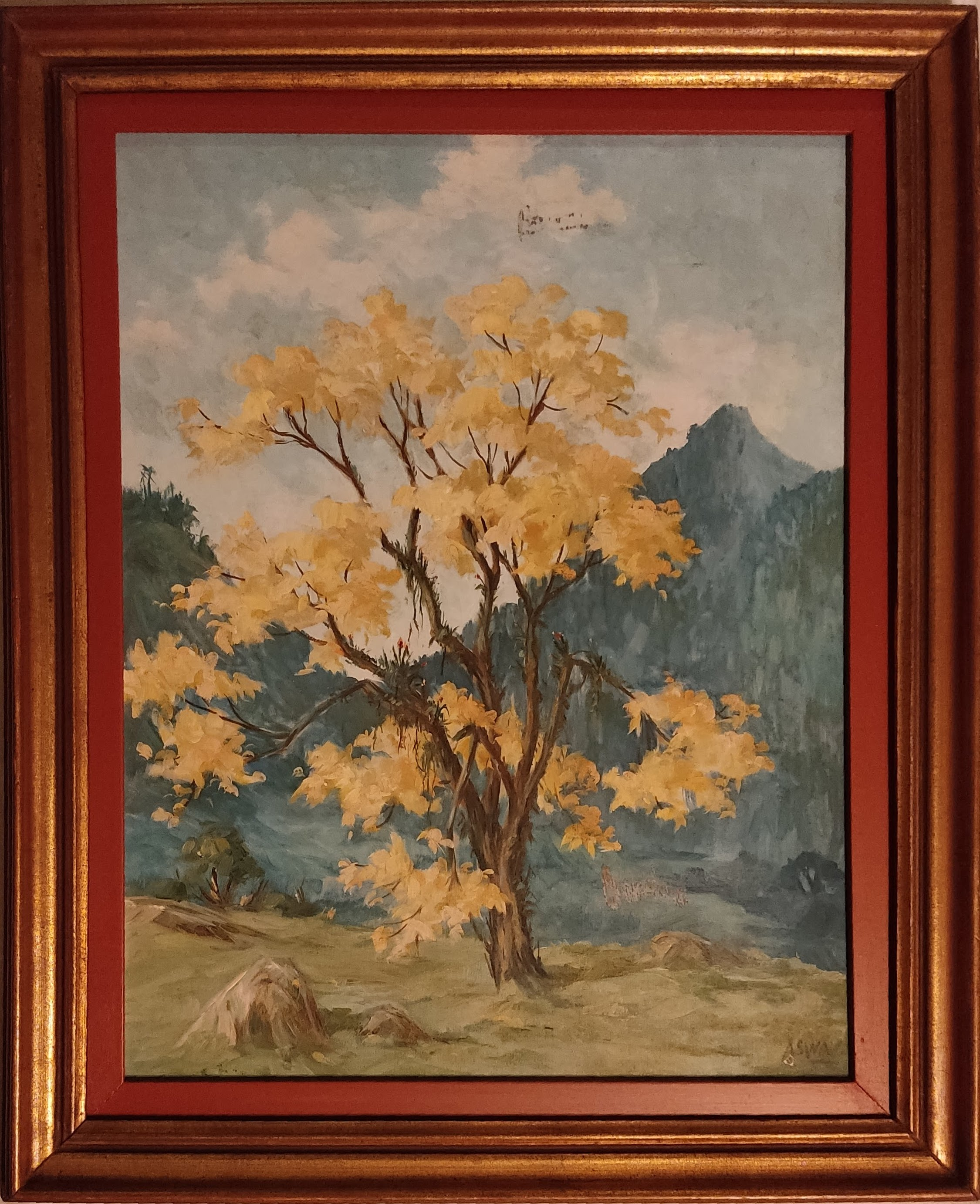
Pintura

Albert Schmidt Waldenhall foi um pintor, desenhista, e aquarelista com obras de viés do modernismo alemão pós-1ª guerra mundial, nasceu na Alemanha se radicando no Brasil. Expunha suas obras inicialmente na cidade do Rio de Janeiro participando da Exposição Geral de Belas Artes de 1927 na Escola Nacional de Belas Artes da cidade.
Fez parte do Catálogo da Exposição de Belas Artes do Muse Italiche, em São Paulo, maio de 1928. Após expor em São Paulo no Explanada Hotel, com grande sucesso de critica e pela sociedade paulista, abriu um atelier na Alameda Itú, onde mantinha exposição permanente de suas obras. Existem registros de sua participação nos Salões Paulistas de Belas Artes de 1934, 35 e 37 junto com os grandes modernistas brasileiros da Semana de 22. É catalogado no Instituto Cultural Itaú e na Fundação Bienal de São Paulo. Consta do livro "Artistas Pintores no Brasil" (Autor: Theodoro Braga/ São Paulo, 1942). Possui registro no Instituto Martius-Staden das famílias teuto-brasileiras. Assinava suas telas com as iniciais "ASWA".